# ريكاردو أسيفيدو بيرنال
ريكاردو أسيفيدو بيرنال (بالإسبانية: Ricardo Acevedo Bernal)‏ هو دبلوماسي ورسام وكاتب أغاني وملحن ومصور كولومبي، ولد في 4 مايو 1867 في بوغوتا في كولومبيا، وتوفي في 7 أبريل 1930 في روما في إيطاليا.